# Pleigne
Pleigne je obec ve švýcarském kantonu Jura. Žije zde 355 obyvatel.

## Geografie

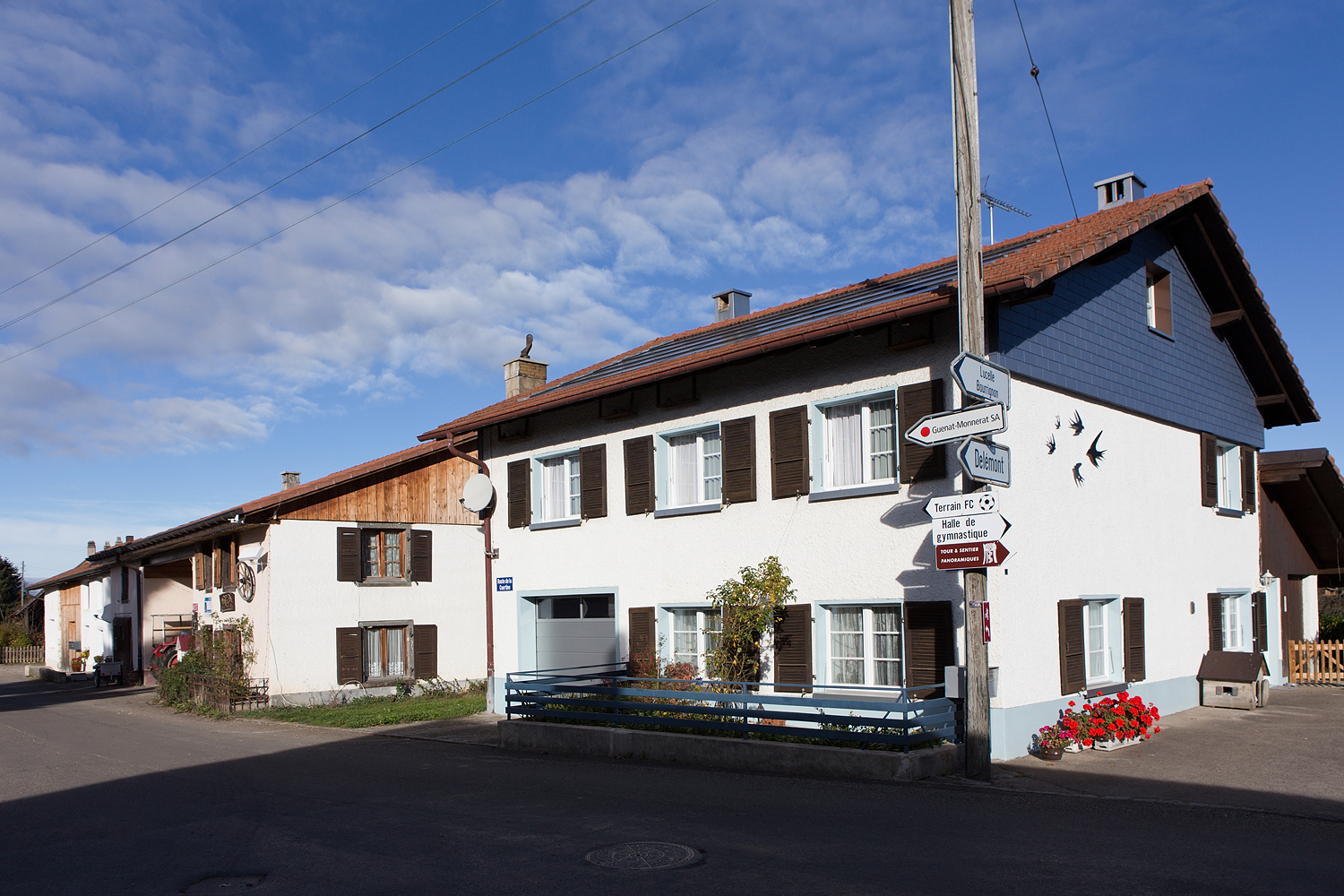
Centrum obce

Pleigne leží v nadmořské výšce 809 m, vzdušnou čarou 6 km severozápadně od hlavního města kantonu, Delémontu. Vesnice se nachází na náhorní plošině v kopcovité krajině severního Jury, nedaleko hranic s Francií.
Území obce o rozloze 17,8 km² se rozkládá na náhorní plošině Pleigne (až 842 m n. m.), která je z velké části pokryta loukami. Na jihu hraničí s údolím Côte de May, na západě a severu s údolím Lucelle (německy Lützel) a na východě s údolím Bavelier. Na jihu zasahuje území obce přes náhorní plošinu Plateau Sur la Croix (s nadmořskou výškou 850 m je to nejvyšší bod obce) do horní části údolí Mettembert a až k severním svahům pohoří Les Rangiers. Na úplném západě oblast zahrnuje kotlinu Lucelle a východní svah pohoří Les Aidjolats (až 749 m n. m.). Na východě se území obce rozprostírá přes Lob (805 m n. m.) a výšiny Löwenburg až k Bösebachu. Celou severní hranici tvoří tok potoka Lucelle, který zároveň tvoří hranici s Francií a odvodňuje téměř celé území obce. V roce 1997 pokrývala 3 % rozlohy obce zastavěná plocha, 50 % lesy a háje a 47 % zemědělské plochy.
K Pleigne patří osady Lucelle (604 m n. m.), Löwenburg (585 m n. m.) na terase nad Lützeltalem a mlýn Moulin Neuf (německy Neumühle) vlevo od Bösebachu, jakož i četné jednotlivé farmy. Sousedními obcemi Pleigne jsou La Baroche, Bourrignon, Mettembert, Movelier a Ederswiler v kantonu Jura, Roggenburg v kantonu Basilej-venkov a Lucelle a Kiffis ve Francii.

## Historie

Letecký pohled (1950)

První zmínka o Pleigne pochází z roku 1179 z listiny papeže Alexandra III. a zní Plenna. Tento název pochází z latinského planeolum (malá náhorní plošina). Pleigne byla jednou ze 13 svobodných vsí na panství Delémont. Klášteru Lützel však patřila pozemková práva na velké části dnešního území obce. V letech 1389 až 1454 patřila obec jako léno hrabatům z Thiersteinu, poté přešla pod basilejské knížecí biskupství. V letech 1793–1815 patřilo Pleigne k Francii a zpočátku bylo součástí départementu du Mont-Terrible, od roku 1800 bylo připojeno k départementu Haut-Rhin. Na základě rozhodnutí Vídeňského kongresu byla obec v roce 1815 převedena do kantonu Bern a poté 1. ledna 1979 do nově založeného kantonu Jura.

## Obyvatelstvo
| Rok            | 1850 | 1900 | 1910 | 1930 | 1950 | 1960 | 1970 | 1980 | 1990 | 2000 |
| Počet obyvatel | 443  | 418  | 433  | 394  | 434  | 396  | 364  | 345  | 378  | 408  |

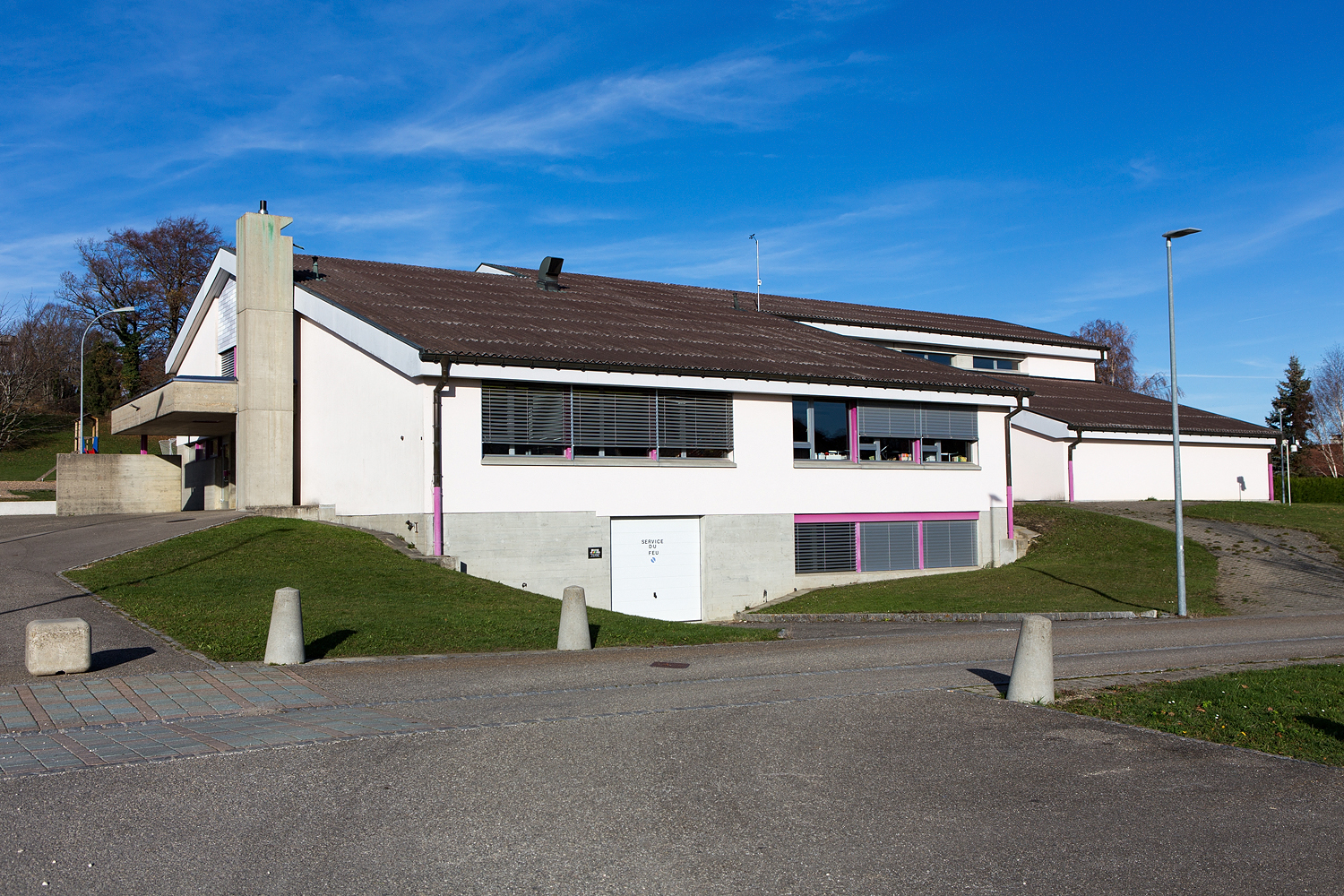
Škola

Z celkového počtu obyvatel je 85,1 % francouzsky mluvících a 14,2 % německy mluvících (stav v roce 2000). V průběhu 20. století se počet obyvatel pohyboval mezi 340 a 440 obyvateli.

## Hospodářství
V obci stále převažuje zemědělství. Mimo zemědělství je v obci jen několik pracovních míst. Mnoho zaměstnanců (více než 50 %) proto za prací dojíždí a pracuje převážně v oblasti Delémontu.

## Doprava
Obec Pleigne je velmi odlehlá a s okolními vesnicemi ji spojují pouze úzké silnice. Obec je napojena na veřejnou dopravu autobusovou linkou, která jezdí z Delémontu přes Mettembert do Pleigne, stejně jako vesnice Lucelle s autobusovou linkou Charmoille – Lucelle – Delémont.